# Joel Puckett
Joel Puckett (Atlanta, 27 juni 1977) is een Amerikaans componist en muziekpedagoog.

## Levensloop
Puckett is afkomstig vanuit een muzikaal gezin; zijn vader is een tubaïst. Hij studeerde onder anderen aan de School of Music van de Shenandoah Universiteit, de Universiteit van Michigan in Ann Arbor bij Michael Daugherty, William Bolcom, Bright Sheng, Will Averitt en Thomas Albert. Aan dit instituut voltooide hij ook zijn studies en promoveerde tot Doctor of Musical Arts. Hij was docent aan de Towson Universiteit in de buurt van Baltimore en aan de Shenandoah Universiteit in Winchester. Tegenwoordig is hij docent in muziektheorie en compositie aan het Peabody Institute of the Johns Hopkins University in Baltimore.
Als componist schreef hij werken voor orkest, voor harmonieorkest, vocale muziek en kamermuziek. Hij won de Student Composer Award van de Broadcast Music Incorporated en een competitie van de American Bandmasters Association (A.B.A.)/University of Florida. 

## Composities

### Werken voor orkest
- 2002 A Cry Unheard, voor tenor en orkest
- 2006 This Mourning, voor tenor solo, gemengd koor en orkest
- 2011-2012 Concerto Duo, voor dwarsfluit, klarinet en orkest
  1. Great American Scream Machine (The Tallest Wooden Roller Coaster in the World) - for Roya
  2. Mama Dee's Song for Joel - for my little A
  3. for Audrey

### Werken voor harmonieorkest
- 2004 Ping, Pang, Pong
- 2006 Blink
- 2008 It Perched for Vespers Nine
- 2008 Southern Comforts, voor viool en harmonieorkest
- 2009-2010 The Shadow of Sirius, concert voor dwarsfluit en harmonieorkest[1]
  1. The Nomad Flute
  2. Eye of Shadow
  3. Into the Clouds
- 2011 Avelynn’s Lullaby
- 2012 Asimov's Aviary
- 2013 Short Stories, voor strijkkwartet en harmonieorkest

### Vocale muziek

#### Werken voor koor
- 1998 The Last Invocation, voor gemengd kamerkoor
- 1999 Regina Coeli, voor gemengd kamerkoor

#### Liederen
- 2001 Last Call Serenades, voor sopraan, dwarsfluit, klarinet, cello, piano en slagwerk
- 2003 Untied States, voor sopraan en piano

### Kamermuziek
- 1998 Short Story, voor strijkkwartet
- 2003 Colloquial Threads, voor viool en piano
- 2004 Gunslingers, voor altsaxofoon en slagwerkensemble
- 2008 Colloquial Stanzas, voor viool, klarinet, cello en piano
- 2009 Infinite Morning, voor eufonium en piano

### Werken voor slagwerk
- 2004 Wapner, voor slagwerktrio